# Дальбан, Робер
Робе́р Дальба́н (фр. Robert Dalban, настоящее имя Гасто́н Поль Барре́; 19 июля 1903[…], Celles-sur-Belle — 3 апреля 1987[…], VIII округ Парижа) — французский актёр. Играл в основном эпизодические или второстепенные роли.

## Биография
Робер Дальбан родился 19 июля 1903 года в коммуне Сель-сюр-Бель департамента Дё-Севр Франции. Всего сыграл около 202 ролей

## Избранная фильмография[3]
- 1947 — Последний шанс / Les jeux sont faits — Жорж
- 1952 — Их было пятеро / Ils étaient cinq
- 1954 — Судьбы / Destinées
- 1954 — Одержимость / Obsession
- 1955 — Бензоколонка / Gas-oil — Феликс
- 1955 — Сын Каролины Шери / Le fils de Caroline chérie — капитан жандармов
- 1955 — Месье проблема / M’sieur la Caille
- 1956 — Владелица Ливанского замка / La Châtelaine du Liban
- 1956 — Париж, Отель Палас / Paris, Palace Hôtel
- 1958 — Ля Тур, берегись! / La Tour — Барберин
- 1957 — Шпионы / Les Espions
- 1959 — Мари-Октябрь / Marie-Octobre — Леон Бланше, слесарь
- 1960 — Старая гвардия / Les Vieux de la vieille
- 1961— Угроза / La menace — инспектор
- 1961 — Да здравствует Генрих IV, да здравствует любовь! / Vive Henri IV, vive l’amour! — офицер стражи
- 1961 — Король фальшивомонетчиков / Le Cave se rebiffe
- 1961 — Курьеры / Les Livreurs
- 1961 — Убийца из телефонного справочника / L’assassin est dans l’annuaire
- 1962 — Шевалье де Пардайян / Le Chevalier de Pardaillan — Ландри
- 1963 — Дядюшки-гангстеры / Les Tontons flingueurs
- 1964 — Барбузы – секретные агенты / Les Barbouzes
- 1964 — Смех сквозь слёзы монокля /
- 1964 — Фантомас / Fantômas — директор журнала «Le Point du jour»
- 1965 — Джентльмен из Кокоди / Le gentleman de Cocody — Пепе
- 1965 — Фантомас разбушевался / Fantômas se déchaîne — директор журнала «Le Point du jour»
- 1966 — Фантомас против Скотланд-Ярда / Fantômas contre Scotland Yard — директор журнала «Le Point du jour»
- 1966 — Ресторан господина Септима / Le Grand Restaurant
- 1967 — Идиот в Париже — мэр городка
- 1968 — Маленькая благодетель / La Petite Vertu
- 1968 — Паша / La Pasha — Альбер
- 1968 — Любовь и золото / Faut pas Prendre les Enfants du Bon Dieu pour des Canards Sauvages
- 1968 — Под знаком быка / Sous le signe du taureau
- 1969 — Мой дядя Бенжамен / Mon oncle Benjamin — Жан-Франсуа, трактирщик
- 1969 — Супермозг / Le Cerveau — полицейский с заложенным носом
- 1970 — Несчастье Альфреда / Les Malheurs d’Alfred — Гюстав, шофёр Бореля
- 1970 — Рассеянный /реж. Пьер Ришар/
- 1971 — Жил-был полицейский / Il Etait Une Fois Un Flic
- 1972 — Высокий блондин в чёрном ботинке / Le Grand Blond avec une chaussure noire — подставной служащий
- 1973 — Чемодан / Дипломатический багаж
- 1973 — Несколько слишком спокойных господ / Quelques messieurs trop tranquilles
- 1974 — Как преуспеть в делах, когда ты дурак и плакса / Comment réussir quand on est con et pleurnichard
- 1974 — Пощёчина / La Gifle
- 1975 — Никаких проблем! / Pas de problème!
- 1975 — Неисправимый /реж. Филипп де Брока/
- 1976 — Туалет был заперт изнутри / Les vécés étaient fermés de l’intérieur
- 1977 — Армагеддон / Armageudone — таксист
- 1977 — Банда Париджино / Le Gang di Parigino — работник канализации
- 1978 — Удар головой / Coup de tête — старый дирижёр
- 1978 — Я робкий, но я лечусь / Je suis timide mais je me soigne — кондуктор
- 1978 — Побег / La Carapate — хозяин бистро
- 1980 — Бум / La Boum — официант Серж
- 1980 — Укол зонтиком / Le Coup du parapluie — хозяин кафе-театра
- 1981 — Невезучие — техник в аэропорту
- 1982 — Отверженные / Les Misérables — повар
- 1982 — Никогда до свадьбы / Jamais avant le mariage
- 1982 — Бум 2 / La Boum 2 — официант Серж
- 1983 — Папаши / Les Compères — служащий отеля